# Косумел
Косумел (на испански: Cozumel, на езика на маите островът на лястовиците) е остров в Карибско море в близост на източния бряг на Мексико, полуостров Юкатан. Той е известен курорт, най-вече заради подводното гмуркане. Най-големият град на острова се нарича Сан Мигел де Косумел.
Намира се на 20 километра от континента и е с размери 48 на 16 километра. Островът е равнинен, като най-високата точка е 15 метра над морското равнище.
Маите са населявали този остров още през 1 век. Първият испанец стъпва на острова през 1518 г. През 1959 година Жак Кусто открива кораловите рифове в южната част на острова.

## Галерия
- Barracuda at Paradise Reef.
- Windward shoreline at Coconuts Bar & Grill.
- Swimmers at the beach.
- Punta Sur lighthouse.
- Sunrise over the windward shore.
- Snorkelers swim with fish.
- Tidal pool and reef.
- Cruise ships docked at the port in San Miguel.